# Армия Союза
Армия Союза (Федеральная армия, Северная армия) (англ. Union Army, также Federal Army, Northern Army) — войсковое формирование, боровшееся за сохранение Союза во время Гражданской войны в США 1861—1865 годов.
Включала в себя постоянную регулярную армию Соединенных Штатов, которая была дополнена большим количеством временных подразделений, состоящих из добровольцев и призывников. Союзная армия сражалась и победила Армию Конфедерации во время гражданской войны. Из 2 129 000 человек, служивших в Союзной армии за весь период войны свыше 94 % были добровольцами. В результате войны в армии Союза погибло около 360 000 военных, 280 000 были ранены и 200 000 дезертировали.

## История
Когда началась Гражданская война в США, в начале апреля 1861 года, в регулярной армии США было только 16 367 человек, включая 1 108 офицеров. Примерно 20 % офицерского состава подали в отставку и присоединились к армии Конфедерации. Порядка 200 выпускников Вест-Пойнта, которые ранее ушли из армии, вернулись на военную службу в начале войны: 92 из них примкнули к армии Конфедерации, 102 — к армии Союза.
Армия США состояла из десяти полков пехоты, четырех артиллерийских орудий, двух кавалерийских и двух драгунских подразделений, а также трёх конных частей пехотинцев. 22 июля 1861 года Конгресс санкционировал создание добровольческой армии в 500 000 человек. Более 10 000 немцев в Нью-Йорке и Пенсильвании откликнулись на призыв вступить в армию, французы также быстро стали добровольцами. Однако всё равно пришлось обращаться к денежным выплатам военнослужащим и принудительному призыву. Тем не менее в период с апреля 1861 по апрель 1865 года в Союзной армии служили по меньшей мере 2.129 000 человек, большинство из которых были добровольцами. В июле 1863 года численность армии Союза достигла максимальной единовременной отметки в 698 000 человек и в последующие 2 года оставалась приблизительно на одном уровне, тогда как численность противостоящей её армии Конфедерации, достигнув своего пика в апреле 1862 года, стала затем лишь неуклонно сокращаться.
Решительные победы Улисса Гранта и Уильями Шермана привели к капитуляции армии Конфедерации. Переломным стали сдача армии Северной Вирджинии под командованием Роберта Ли и поражение Джонстона Джозефа, командовавшего армией Теннесси. В последующие недели сдались другие армии конфедератов.
Настал конец самой кровавой войны в американской истории, и начался медленный процесс Реконструкции.

## Организация армии
Союзная армия состояла из различных подразделений (частей), которые в целом были организованы географически:
- Дивизионы (например: Military Division of the Mississippi, Middle Military Division)
- Департаменты (например: Department of the Tennessee, Department of the Cumberland, Department of the Pacific, Department of New England)
- Округа (например: District of Cairo, District of East Tennessee)
- Армии (командиры, в основном, были генералами)
  - Армия Камберленда (Army of the Cumberland)
  - Армия Джорджии (Army of Georgia)
  - Армия Побережья (Army of the Gulf)
  - Армия Джеймса (Army of the James)
  - Армия Миссисипи (Army of the Mississippi)
  - Армия Огайо (Army of the Ohio)
  - Армия Потомака (Army of the Potomac)
  - Армия Шенандоа (Union Army of the Shenandoah)
  - Армия Теннесси (Army of the Tennessee)
  - Армия Вирджинии (Army of Virginia)

Военнослужащие армии были организованы по родам войск и включали пехоту, кавалерию, артиллерию и другие части, такие как Корпус морской пехоты и Корпус связи, который был создан и развернут впервые под руководством генерала Альберта Майера. В армиях солдаты были организованы в основном в полки под командованием офицеров со званиями полковника, подполковника и, возможно, майора. Согласно «Стрелковой и легкой пехотной тактике» (Rifle and Light Infantry Tactics, 1855) W. J. Hardee, как правило, в каждом полку было по десять рот под командованием капитана. В некоторых полках было только от четырёх до восьми рот, как правило, носивших название батальонов. Полки обычно формировались в пределах одного штата и, как правило, назывались по порядковому номеру и имени штата, например: 54-й Массачусетский пехотный добровольческий полк, 20-й Мэнский пехотный полк. Полки обычно группировались в бригады под командованием бригадного генерала. Однако бригады легко изменялись, как того требовала ситуация.

### Командиры
Командующими армией Союза (позже стали называться начальниками штаба армии) были:
1. Уинфилд Скотт (5 июля 1841 — 1 ноября 1861)
2. Джордж Макклеллан (1 ноября 1861 — 11 марта 1862)
3. Генри Халлек (23 июля 1862 — 9 марта 1864)
4. Улисс Грант (9 марта 1864 — 4 марта 1869)

В период с 11 марта по 23 июля 1862 года командующим был непосредственно президент Авраам Линкольн с Военным министром США — Эдвином Стэнтоном и неофициальным Военным советом, который был создан 17 марта 1862 года. В состав Совета входили высокопоставленные офицеры.
Последним из командиров армии Союза был Улисс Грант, известный как сторонник тотальной войны — лишения противника доступа к ресурсам, необходимым для ведения войны с массовыми разрушениями заводов и ферм вдоль движения Союзной армии. Он также подвергался критике за большое количество жертв, которые понесла армия во время его руководства, но Линкольн не сменил Гранта, сказав:

Я не могу обойтись без этого человека. Он сражается.
Оригинальный текст (англ.)I cannot spare this man. He fights.

Впоследствии Улисс Грант стал 18-м президентом США.

### Этнический состав
Союзная армия состояла из множества этнических групп, включая большое число иммигрантов. Около 25 % белых, которые служили в армии Союза, были иностранцами. Порядка 1 600 000 солдат и матросов были уроженцами Соединённых Штатов, в том числе около 200 000 афроамериканцев. Около 200 000 солдат родились в немецкоговорящих странах, такое же число военнослужащих было родом из Ирландии. В числе воевавших на стороне Союза были выходцы из Канады, Англии, Шотландии, Мальты, Италии, Индии и России. В их числе были мексиканцы и евреи.
Всего же за весь период войны в армии Союза служило около 900 000 иммигрантов и около 210 000 афроамериканцев.